# غوتفريد أرنولد
غوتفريد أرنولد (بالألمانية: Gottfried Arnold)‏ (و. 1666 – 1714 م) هو عالم عقيدة، ومؤرخ، وكاتب، وأستاذ جامعي ألماني، ولد في آنابرغ-بوخهولتس، توفي في برلهبرغ، عن عمر يناهز 48 عاماً.

## التعليم
تعلم في جامعة هاله.